# Ecos Diarios
Ecos Diarios es un diario editado en la ciudad de Necochea, Argentina. Fue fundado el 9 de junio de 1921 por Antonio F. Ignacio.
Se imprime en ófset y distribuye en formato tabloide y en color en la ciudad y localidades vecinas, además tiene su versión digital en internet. Cubre noticias de interés general, deportes y sociedad, entre otras.